# 赤城高原牧場クローネンベルク

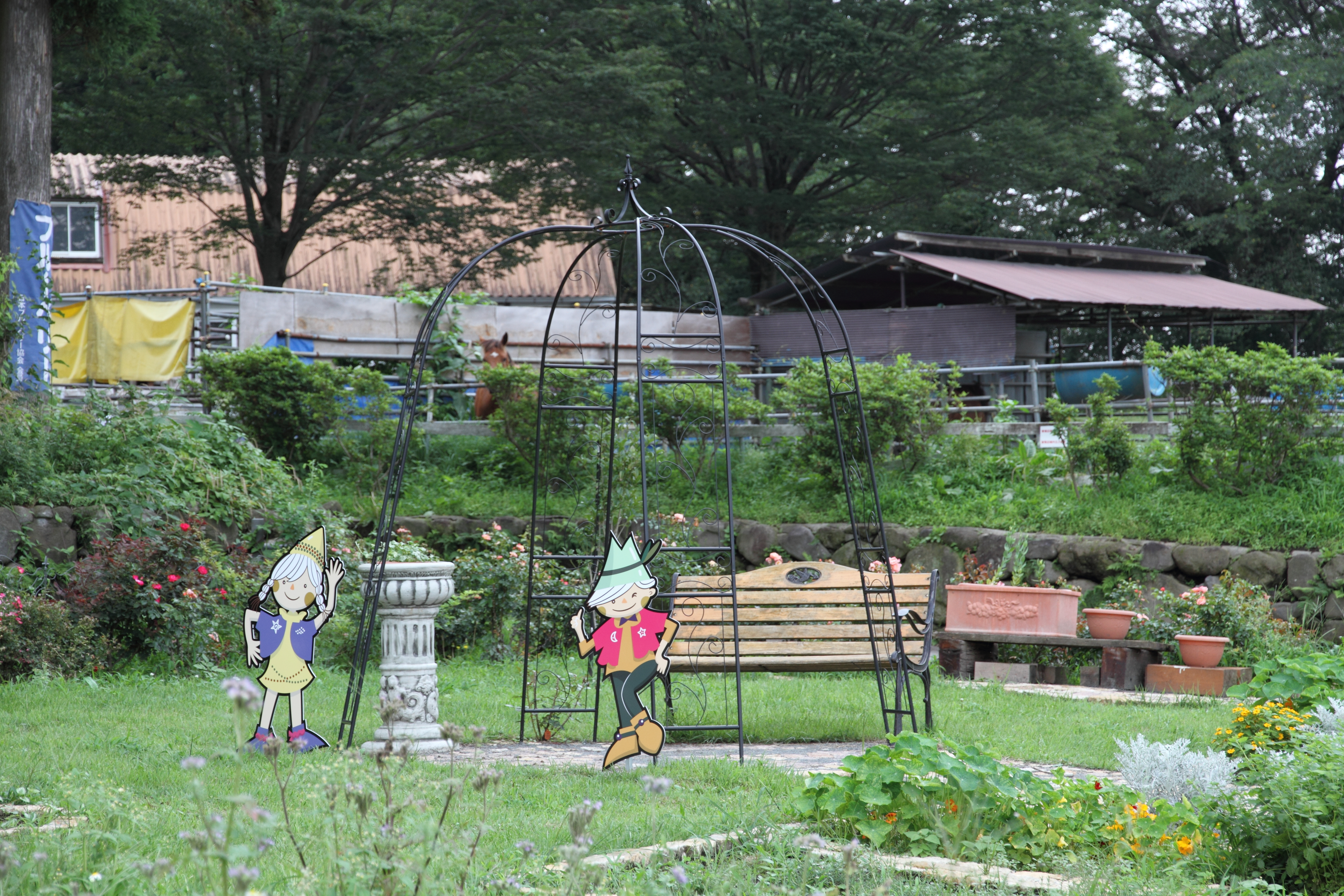
園内

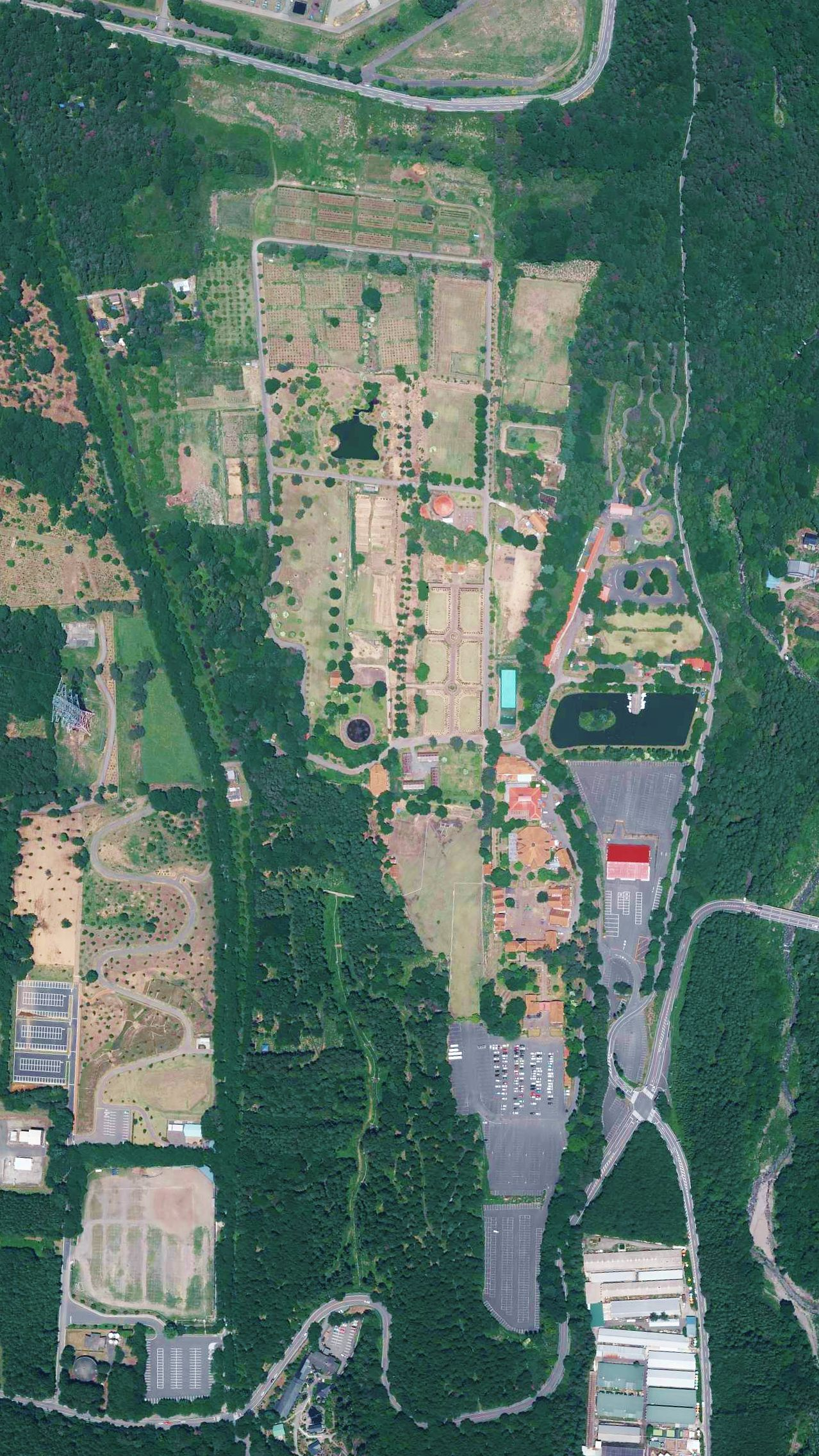
施設全景

赤城クローネンベルク（あかぎクローネンベルク）は群馬県前橋市の赤城山南麓にかつて存在した、ドイツの田舎の町並みを再現したテーマパーク。通称・ドイツ村。2017年（平成29年）11月30日をもって閉園。

## 概要
1994年（平成6年）開園した。元々は前橋刑務所赤城農場跡であった。園内に設けられた動物ふれあい広場では、動物と直接触れることが出来た。また、自家製のソーセージや地ビールなどを食べることができる施設も設けられており、特色ある施設として人気を集めた。2008年（平成20年）の入園者は約19万人だった。赤城高原開発が運営した。「クローネンベルク」とは「王家の丘」という意味の架空の街の名前とされている。園内には乗馬コースやアーチェリー場、カート場、パターゴルフ場などが設置され、1日1組限定で結婚式の開催も受け付けていた。

## 閉園
親会社である株式会社ファームが経営破綻した影響で、2016年（平成28年）5月30日、赤城高原開発も東京地方裁判所へ民事再生法の適用を申請した。その後、福岡市の人材派遣会社「ワールドホールディングス」の支援を受けて業務改善を目指したが、客足の伸び悩みもあり、2017年（平成29年）11月末で閉園した。
2018年、跡地に養豚業の林牧場の本社機能が移転した。

## 所在地
群馬県前橋市苗ヶ島町2331

## 園内施設
- 羊の放牧場「レーベン」
- ドイツ料理レストラン「クローネ」
- 石窯パン・ピザ工房「ホルツ」
- ハム・ソーセージ工房「ミューレガッセ」
- デイキャンプの森「バルト」
- 野外劇場「ビューネ」
- バラ園
- 洋風庭園
- 動物ふれあい広場

など

## 交通

### 自動車
- 東京方面からは北関東自動車道駒形ICから約30分
- 新潟方面からは関越自動車道赤城ICから約40分
- 宇都宮・福島方面からは東北自動車道佐野藤岡ICから約90分

### 鉄道
- 上毛電鉄大胡駅からバス・タクシーで約15分。